# Wilhelm Janauschek

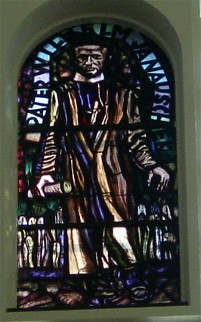
Kirchenfenster gestaltet von Martin Häusle in der Pfarrkirche Liesing

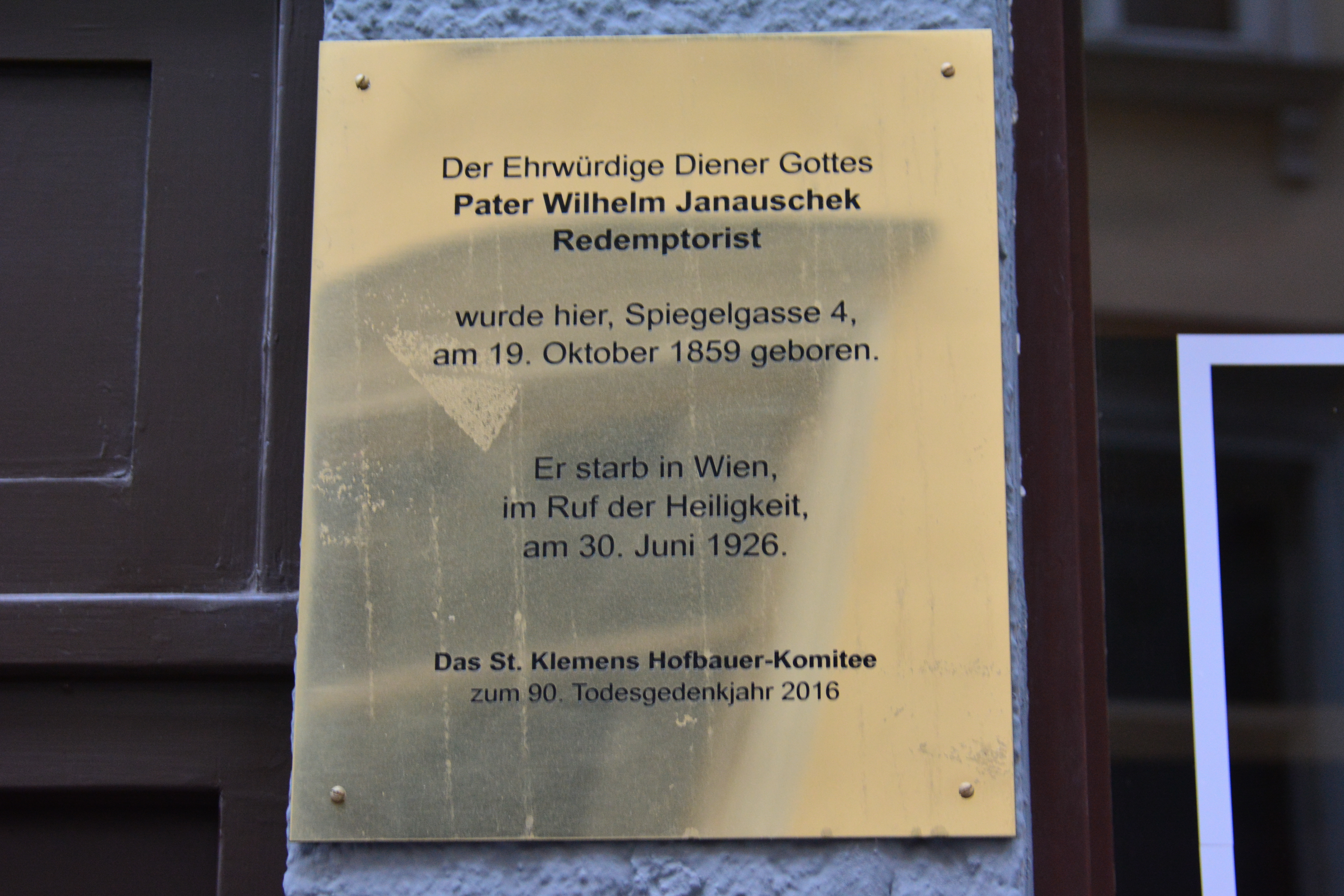
Gedenktafel für Wilhelm Janauschek

Wilhelm Janauschek (* 19. Oktober 1859 in Wien; † 30. Juni 1926 ebenda) war ein römisch-katholischer Geistlicher und Volksmissionar.

## Leben
Wilhelm Janauschek trat in den Redemptoristenorden ein und wurde 1882 in Mautern in Steiermark zum Priester geweiht. Er betätigte sich in der Jugendarbeit, als Seelsorger und Beichtvater und erfüllte auch seine Aufgaben im Orden vorbildhaft. Lange Krankheit ertrug er zum Ende seines Lebens geduldig.
Im für ihn eingeleiteten Seligsprechungsprozess erkannte ihm Papst Franziskus am 15. April 2014 den heroischen Tugendgrad zu.